# Lidia Nicole Alberto
Lidia Nicole Alberto (ur. 15 lutego 1993) – angolska lekkoatletka, specjalizująca się w skoku o tyczce.

## Rekordy życiowe
- skok o tyczce (stadion) – 3,60 (2015) rekord Angoli
- skok o tyczce (hala) – 3,50 (2015) rekord Angoli[2]
- pięciobój lekkoatletyczny (hala) – 2379 pkt. (2010) rekord Angoli[3]